# A Night on the Town
A Night on the Town är ett musikalbum av Rod Stewart släppt 1976. Albumet släpptes på Warner Bros. Records i USA och på Riva Records i Storbritannien. Liksom föregångaren Atlantic Crossing var den här skivan på vinylutgåvorna indelad i en lugn sida och en snabbare rockig sida, men till skillnad från den nämnda skivan inleddes albumet med den lugna sidan. Detta är ett av Stewarts mer ambitiösa album och innehåller bland annat den tvådelade låten "The Killing of Georgie" vars text behandlar mordet på en homosexuell vän till Stewart. Rockballaden "Tonight's the Night (Gonna Be Alright)" nådde första plats som singel i USA, och Cat Stevens-covern "The First Cut Is the Deepest" plats #21.
Skivans omslag är baserat på en målning, "Bal du moulin de la Galette", av franske konstnären Pierre-Auguste Renoir med Rod Stewart inmålad i mitten.

## Låtar på albumet
(upphovsman inom parentes)
1. "Tonight's the Night (Gonna Be Alright)"  (Stewart) - 3:55
2. "The First Cut Is the Deepest"  (Stevens) - 4:38
3. "Fool for You"  (Stewart) - 3:50
4. "The Killing of Georgie, Parts 1 & 2"  (Stewart) - 6:31
5. "The Balltrap"  (Stewart) - 4:40
6. "Pretty Flamingo"  (Barkan) - 3:27
7. "Big Bayou"  (Gilbeau) - 3:56
8. "The Wild Side of Life"  (Carter/Walker) - 5:05
9. "Trade Winds"  (MacDonald/Salter) - 5:17

## Listplaceringar
| Lista (1976)   | Position            |
| -------------- | ------------------- |
| Danmark        | 11 (DR "Top 20")    |
| Finland        | 29                  |
| Kanada         | 10 (RPM)            |
| Nederländerna  | 5                   |
| Norge          | 1 (VG-lista)        |
| Nya Zeeland    | 1                   |
| Storbritannien | 1 (UK Albums Chart) |
| Sverige        | 1 (Topplistan)      |
| USA            | 2 (Billboard 200)   |